# Limay Mahuida
Limay Mahuida est une ville de la province de La Pampa, en Argentine, et le chef-lieu du département de Limay Mahuida.

## Toponymie

Parcours de la route nationale 143.

Son nom signifie "montagnes propres", ou aussi "montagnes basses" en langue des Mapuches

## Situation
La voie d'accès est la route nationale 143.
Limay Mahuida se trouve sur la rive orientale (gauche) du Río Desaguadero, qui a permis le développement agricole de la zone. Ces dernières années, les prises d'eau en amont ont coupé le débit de la rivière, et la population a commencé à émigrer.

## Population
La localité comptait 281 habitants en 2001, c'est-à-dire une baisse de -11,74 % par rapport à 1991.